# Národní park Fitzgerald River

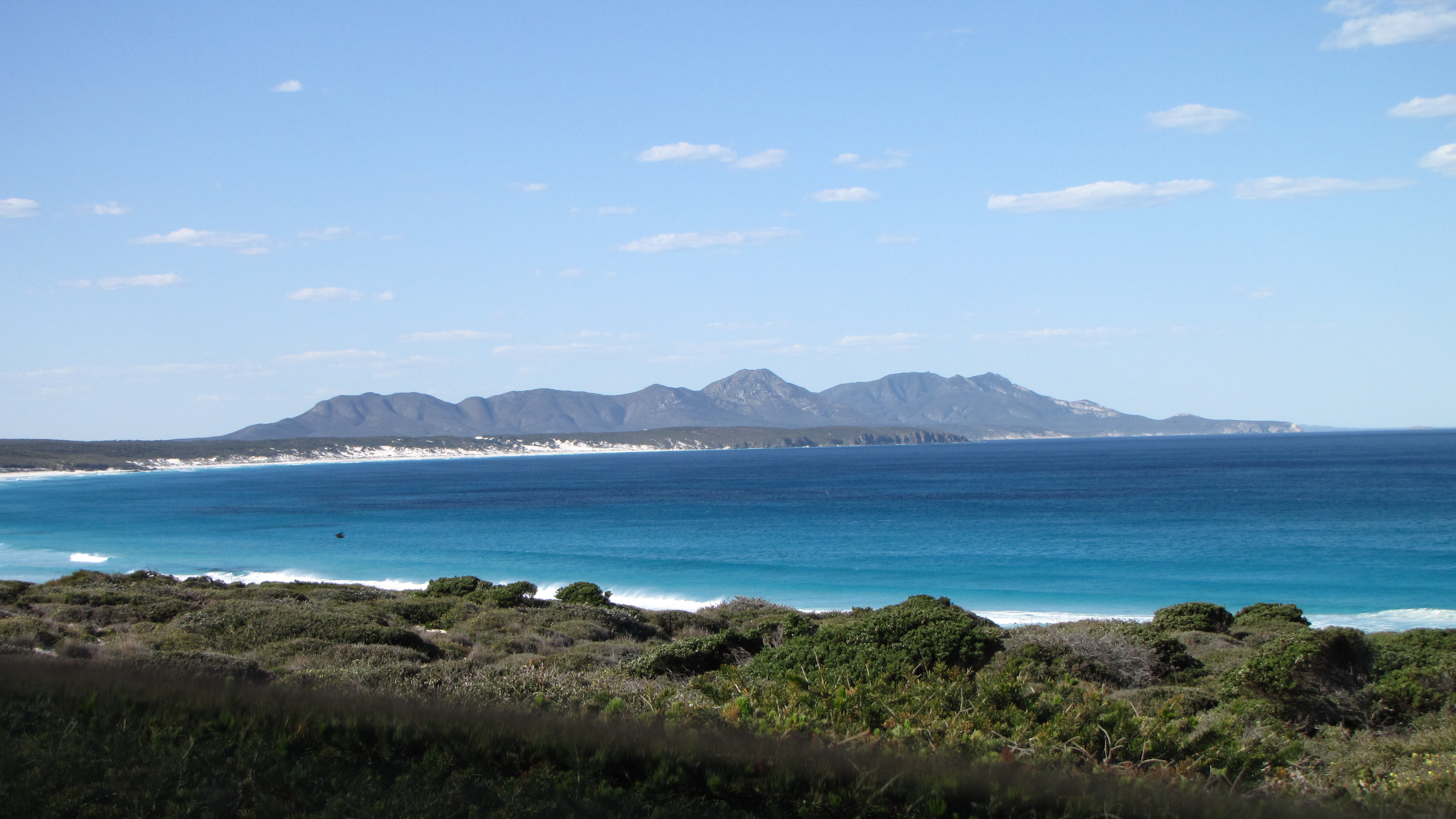
Pohled na národní park Fitzgerald River z Point Ann

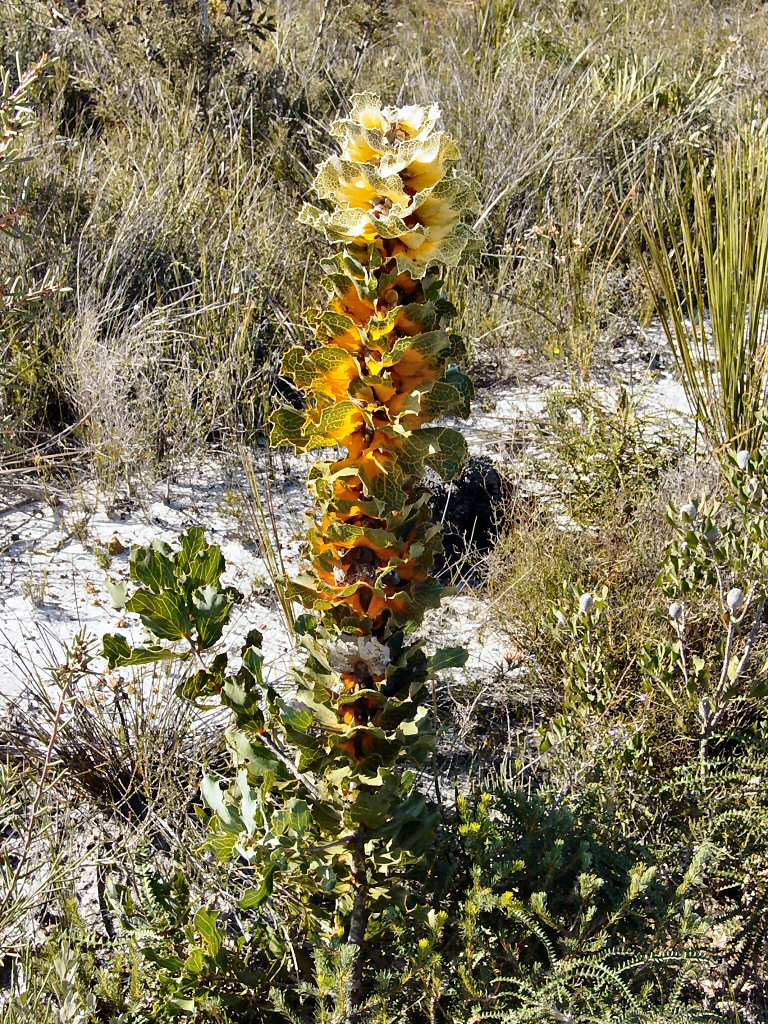
Hakea victoria

Fitzgerald River je národní park v Západní Austrálii (Austrálie), 419 km jihovýchodně od Perthu, v hrabstvích Ravensthorpe a Jerramungup.

## Popis
Park zahrnuje Barren Mountains a Eyre Range a řeku Fitzgerald s její biosférou. Existuje zde 62 unikátních druhů rostlin na rozloze 329,882 hektarů parku a dalších 48, které se málokde jinde vyskytují.
V roce 2008, kdy park zaznamenal téměř 40 000 návštěvníků, bylo poskytnuto 20 milionů dolarů finančních prostředků z plánu hospodářských podpory federální vlády, přičemž státní vláda přispěla dalšími 20 miliony dolary. Tato investice má být použita k přestavbě a zpevnění 80 km silnic v parku, vybudování pěší stezky z Bremer Bay do Hopetounu a modernizaci stávajících rekreačních zařízení.

Point Ann je jedním ze dvou míst (druhé je Head of the Bight) podél pobřeží Austrálie, kde během zimní migrace rodí své mladé velryba jižní (Eubalaena australis).
V národním parku je venkovský statek Quaalup Homestead Wilderness Retreat (nyní provozován jako hotel), který byl postaven v roce 1858 rodinou Wellsteadů. V roce 1890 převzala pastorační pronájem s usedlostí rodina Hassellů.
Park je přístupný ze západu od Bremer Bay nebo z východu od Hopetoun. Centrální část parku je přístupná pouze vozidlem s pohonem všech čtyř kol nebo pěšky.
Mnoho z vrcholů v parku je nepřístupných pro horolezce, aby se zabránilo šíření odumřelých částí nebo zárodků plísně Phytophthora cinnamomi.

## Flora a fauna
Tento park je základem mezinárodně uznávané biosférické rezervace, která je zahrnuta do programu Člověk a biosféra UNESCO. Místo obsahuje více než 1800 druhů rostlin, z nichž 250 je vzácných a o 62 je známo, že se nacházejí pouze v rámci parku. Některé zajímavé druhy zahrnují hakeu (Hakea victoria), pimeleu (Pimelea physodes), banksie (Banksia coccinea) a (Banksia speciosa), blahovičník (Eucalyptus preissiana), vertikordii (Verticordia) a mnoho druhů blahovičníků a myrt (štětkovec (Callistemon).
V parku existují tři populace blahovičníků (Eucalyptus coronata), které čítají celkem 140 stromů. Ohrožený druh, boronka (Boronia clavata), má pět populací v celkovém počtu 100 jedinců a všechny se nacházejí v této oblasti. Dále se zde vyskytují také další dva ohrožené druhy, Ricinocarpos trichophorus a Grevillea infundibularis, ačkoli v případě prvního, ne jen zde.
Park je také domovem 22 druhů savců, 200 druhů ptáků, 41 druhů plazů a 12 druhů žab. Je uznáván jako oblast "Important Bird Area", tj. důležitého pro ptáky; mezi ty vzácnější patří např. střízlikovac západní (Dasyornis longirostris), papoušek zemní západní (Pezoporus wallicus flaviventris) a kosovec černohrdlý (Psophodes nigrogularis). V sedmi známých a v roce 1998 zaznamenaných pozorováních byl potvrzen také výskyt ohroženého tabona holubího (Leipoa ocellata). Někteří ze zde žijících savců jsou velmi vzácní, jako je vakomyš pihovaná (Parantechinus apicalis) a myška pláňová (Pseudomys shortridgei), o obou se předpokládalo, že již jsou delší dobu vyhynulá. Klokan dama (Macropus eugenii) a klokánek králikovitý (Bettongia penicillata) jsou ohroženými druhy, které obývají bušový podrost a vřesoviště v parku. Další druhy, které zde žijí jsou bandikut krátkonosý (Isoodon obesulus), kunovec západní (Dasyurus geoffroii) a vakorejsek rudoocasý (Phascogale calura)
Migrující ptáci nalézají útočiště v mokřadech a pobřežních oblastech parku a druhy, které dočasně obývají oblast jsou orel bělobřichý (Haliaeetus leucogaster), rorýs východoasijský (Apus pacificus) a rybák velkozobý (Hydroprogne caspia).

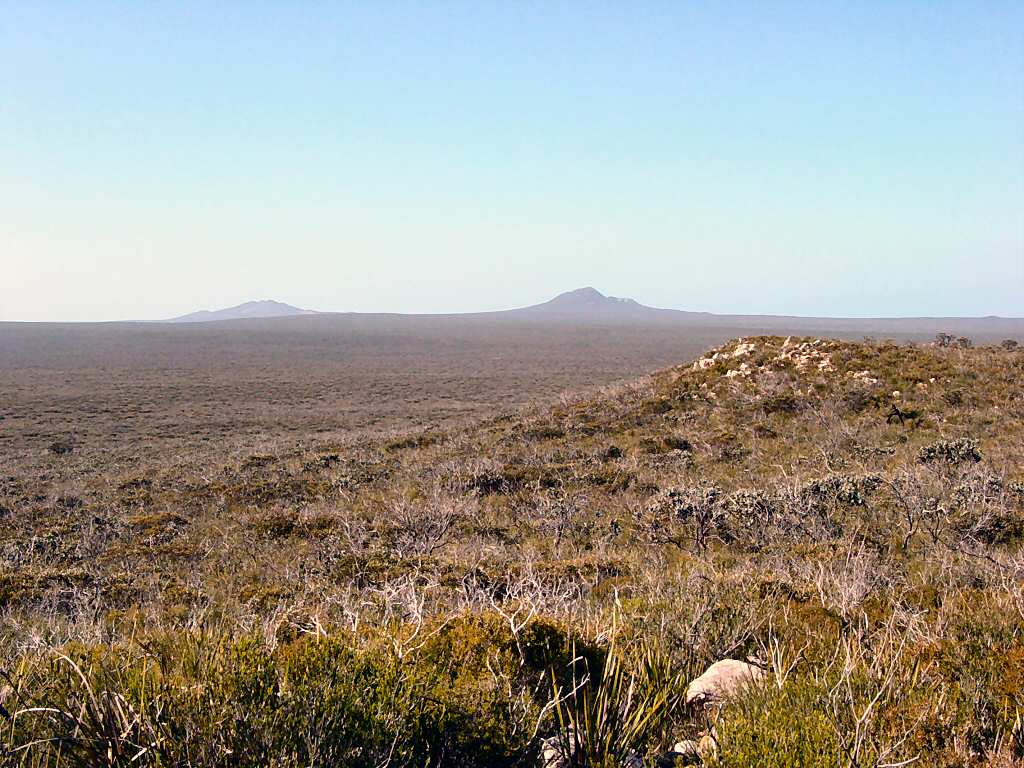
Pusté Pohoří
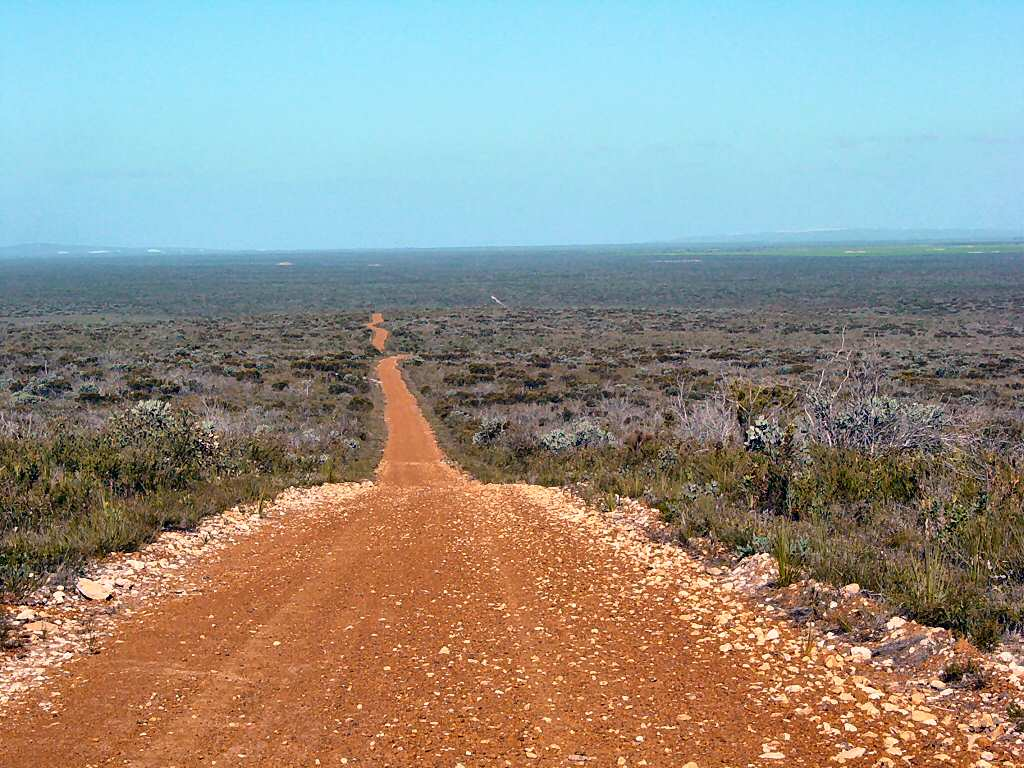
Při pohledu na jih směrem k pobřeží.
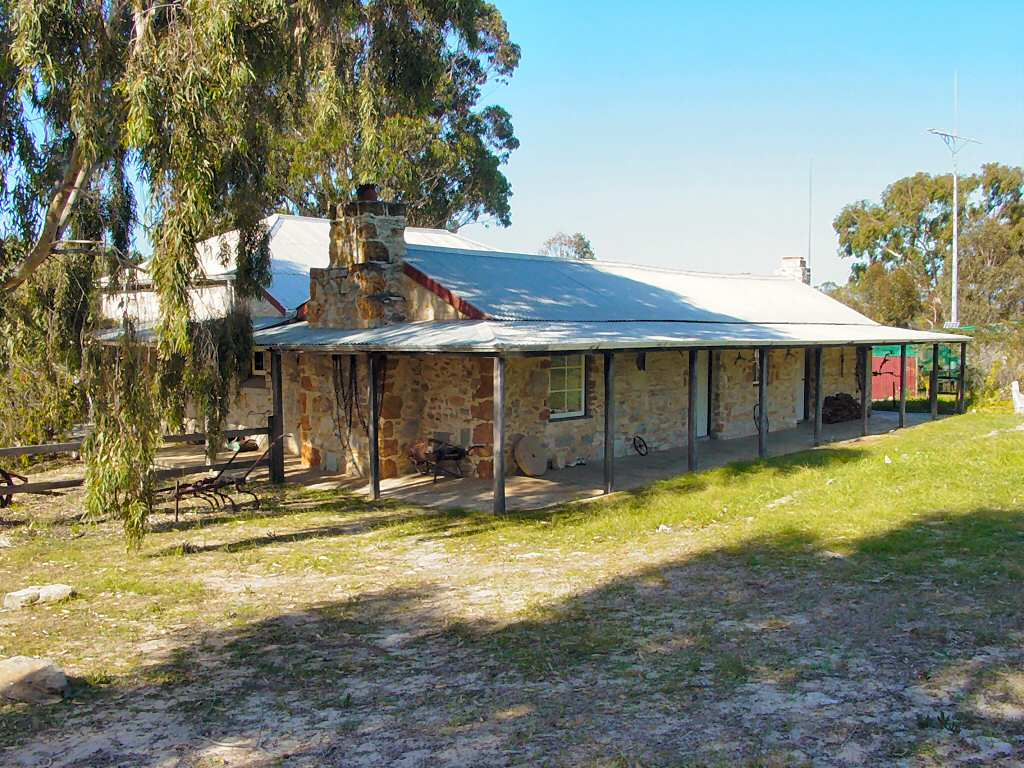
Quaalup Usedlost